# The Plainclothesman
The Plainclothesman era una serie de televisión estadounidense emitida en la fenecida cadena DuMont. Se emitió entre 1949 y 1954. Era un programa protagonizado por un detective personificado por Ken Lynch, cuyo personaje era conocido como "The Lieutenant" (en español: El Teniente). La cara del personaje nunca se vio en pantalla, debido a que la serie utilizaba la técnica de primera persona, con la cual los telespectadores veían lo mismo que el protagonista.
El programa, producido y distribuido por DuMont, se emitía los miércoles en la noche a las 9:00 p. m. (hora del Este) en la mayoría de las afiliadas a DuMont durante la temporada 1949-1950, a las 9:30 p. m. los miércoles durante 1950-1951, y a las 9:30 p. m. los domingos durante 1951-1952. The Plainclothesman fue cancelado en 1954; el último programa fue emitido el 12 de septiembre.
Actualmente se sabe que existen sólo cuatro kinescopios con grabaciones del programa.